# Kalewa
Kalewa è una cittadina della Birmania, nella regione di Sagaing, nel nord del Paese.